# Saint-Laurent-les-Églises
Saint-Laurent-les-Églises é uma comuna francesa na região administrativa da Nova Aquitânia, no departamento de Alto Vienne. Estende-se por uma área de 27,37 km². Em 2010 a comuna tinha 891 habitantes (densidade: 32,6 hab./km²).